# المتحف الوطني للفن الغربي
المتحف الوطني للفن الغربي هو متحف فني في اليابان متخصص في الفن الغربي.في عام 2016 زاره 1،162،345 زائر.